# Eilean Donan
Eilean Donan (en gaélico escocés: Eilean Donnain) es una pequeña isla de marea situada en la confluencia de tres lagos marinos ( Loch Duich, Loch Long y Loch Alsh ) en las Tierras Altas occidentales de Escocia, aproximadamente a 1 kilómetro (0,6 mi)  del pueblo de Dornie. Está conectada con el continente por un puente peatonal que se instaló a principios del siglo XX y está dominada por un pintoresco castillo homónimo que aparece con frecuencia en fotografías, películas y en la televisión. El castillo original de la isla fue construido en el siglo XIII; se convirtió en un bastión del Clan Mackenzie y sus aliados, el Clan MacRae. Sin embargo, en respuesta a la participación de los Mackenzie en las rebeliones jacobitas de principios del siglo XVIII, los barcos del gobierno destruyeron el castillo en 1719. La versión actual Eilean Donan es la de la reconstrucción del antiguo castillo por el teniente coronel John Macrae-Gilstrap en el siglo XX.
Eilean Donan es parte del Área escénica nacional de Kintail, una de las 40 en Escocia. En 2001, la isla tenía una población registrada de una sola persona,  pero no había "residentes habituales" en el momento del censo de 2011. 
Eilean Donan, que significa simplemente "isla de Donnán", lleva el nombre de Donnán de Eigg, un santo celta que fue martirizado en 617. Se dice que Donnán estableció una iglesia en la isla, aunque no queda rastro de ello.

## Historia
Es posible que una congregación monástica cristiana primitiva se fundara en la isla en el siglo VI o VII, y que estuviera dedicada a Donnán de Eigg. No quedan restos de ningún edificio cristiano, aunque se han descubierto fragmentos de piedra vitrificada (piedra que ha sido sometida a temperaturas muy altas), lo que indica que hubo una fortificación de la Edad del Hierro o de la Alta Edad Media en la isla.

### Orígenes del castillo
A principios del siglo XIII, durante el reinado de Alejandro II (quien gobernó de 1214 y 1249), se construyó un gran castillo de cortina que encerraba gran parte de la isla. En ese momento, el área alrededor de la isla estaba en el límite del Señorío nórdico-celta de las islas y el condado de Ross. Eilean Donan proporcionó una fuerte posición defensiva contra las expediciones nórdicas. Cuenta una leyenda fundacional que el hijo de un jefe de los Matheson adquirió el poder de comunicarse con las aves; como resultado de este poder, y después de muchas aventuras en el extranjero, ganó riqueza, poder y el respeto de Alejandro II, quien le pidió que construyera el castillo para defender su reino.
En una fecha posterior, la isla se convirtió en un bastión de los Mackenzies de Kintail, originalmente vasallos de Guillermo I, conde de Ross . En esta etapa temprana, se dice que el castillo estuvo guarnecido por Macraes y Maclennans, ambos clanes que más tarde se asociaron estrechamente con los Mackenzies. Las historias tradicionales del clan Mackenzie relatan que el conde William buscó la ventaja del Tratado de Perth de 1266, por el cual el rey Magnus VI de Noruega cedió las Hébridas a Escocia y exigió que su pariente Kenneth Mackenzie devolviera el castillo para permitir su expansión a las islas. Mackenzie se negó y Earl William dirigió un asalto contra Eilean Donan que los Mackenzie y sus aliados rechazaron.
Las historias del clan Mackenzie también afirman (con poca o ninguna evidencia contemporánea de apoyo), que Robert the Bruce se refugió en Eilean Donan durante el invierno de 1306 a 1307; el castillo se libró de cualquier otra participación en las guerras de independencia escocesa .
En 1331, Thomas Randolph, conde de Moray, envió un oficial a Eilean Donan para advertir a los ocupantes de su próxima visita. En preparación, 50 malhechores fueron detenidos y ejecutados, y sus cabezas se exhibieron en los muros del castillo con la aprobación de Moray.
Se dice que a mediados del siglo XIV, los Mackenzie estaban en el bando perdedor en la disputa en curso con los Condes de Ross. Guillermo III, conde de Ross concedió Kintail a Raghnall Mac Ruaidhrí en 1342. Con la ayuda de Leod Macgilleandrais, el conde supuestamente detuvo a Kenneth Mackenzie, tercero de Kintail, y lo ejecutó en 1346 en Inverness. Durante este período, se dice que Eilean Donan estuvo en manos de Duncan Macaulay para los Mackenzie, contra el conde y sus aliados. El joven hijo de Kenneth, Murdo Mackenzie, supuestamente evadió los intentos del Conde de eliminarlo, y al regreso de David II del exilio, Murdo Mackenzie fue presuntamente avistado en las tierras de Kintail y Eilean Donan por una carta de 1362 (de la cual, sin embargo, no sobrevive ningún rastro). hasta el día de hoy). Se cree que en algún momento a principios del siglo XIV, el Clan Macrae comenzó a establecerse en Kintail como un cuerpo, habiendo emigrado desde Beauly Firth, y allí se ganó la confianza de los lairds de Mackenzie a través de un posible parentesco y un matrimonio ventajoso. Los Macrae comenzaron a actuar como guardaespaldas de Mackenzie, adquiriendo el sobrenombre de "cota de malla de Mackenzie".

### Peleas de clanes

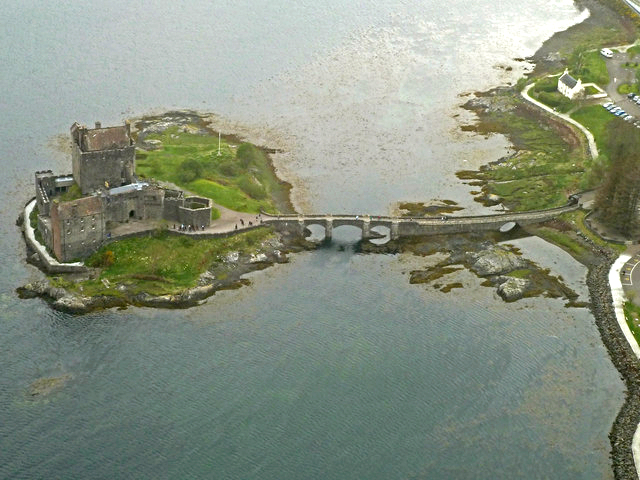
Vista aérea de Eilean Donan

Jaime I, decidido a pacificar las Tierras Altas, viajó a Inverness en 1427 e invitó a los principales jefes a reunirse con él allí. Al parecer, entre ellos estaba el joven Alexander Mackenzie, sexto conde de Kintail. James luego lo arrestó, junto con los otros jefes, a su llegada. Las historias del clan Mackenzie relatan que, aunque varios jefes fueron ejecutados o encarcelados, Alexander, debido a su juventud, fue enviado a Perth para asistir a la escuela. Los tíos de Alexander intentaron tomar el control de Kintail, pero el alguacil Duncan Macaulay siguió reteniendo a Eilean Donan en su nombre. Fionnla Dubh mac Gillechriosd, considerada por los historiadores del clan como la fundadora del Clan Macrae en Kintail, fue enviada a buscar al joven laird. Durante su señoría, Alejandro parece haber apoyado a la monarquía contra los MacDonald Señores de las Islas y supuestamente fue recompensado con otro título de Kintail en 1463. Alexander murió alrededor de 1488 a una edad avanzada y fue sucedido por Kenneth Mackenzie, séptimo de Kintail, quien ganó la batalla de Blar Na Pairce contra los MacDonald. Kenneth murió unos años más tarde y fue sucedido primero por su hijo mayor, luego, a su muerte en 1497, por su segundo hijo, John de Killin, que aún era menor de edad. Su tío, Hector Roy Mackenzie, intentó usurpar las tierras de Mackenzie e instaló a su propio alguacil en Eilean Donan, Malcolm Mac Ian Charrich Macrae. Las actividades ilegales de Héctor hicieron que los Mackenzie fueran tildados de rebeldes, y en 1503 el conde de Huntly ofreció entregar a Eilean Donan al rey y ocuparla en su nombre. James IV proporcionó un barco para apoyar la empresa. Eventualmente, John obligó a su tío a renunciar a su reclamo y Héctor accedió a entregar a Eilean Donan. Sin embargo, el alguacil se negó y los partidarios de John lo sitiaron. Malcolm Mac Ian Charrich finalmente fue persuadido por Héctor para que renunciara al castillo, después de lo cual fue despedido como alguacil y Christopher Macrae (Gillechriosd Mac Fionnlagh Mhic Rath) fue nombrado en su lugar alrededor de 1511. John of Killin obtuvo un título adicional de Kintail y Eilean Donan en 1509.
En 1539, Donald Gorm Macdonald de Sleat devastó las tierras de MacLeod de Dunvegan en Skye y luego atacó las tierras de Mackenzie de Kinlochewe, donde murió Miles (Maolmure), hermano de Christopher Macrae. Después de una serie de redadas de represalia, Donald Gorm se enteró de que Eilean Donan tenía una guarnición débil y lanzó un ataque sorpresa. De hecho, solo había dos personas en el castillo: el recién nombrado alguacil Iain Dubh Matheson y el alcaide. Duncan MacGillechriosd del Clan Macrae, hijo del anterior alguacil, llegó al comienzo del ataque y Donald Gorm mató a varios MacDonald en la poterna . Las flechas lanzadas por los atacantes mataron a Matheson y al alcaide, pero MacGillechriosd logró golpear a Donald Gorm con su última flecha, hiriendo fatalmente a Gorm, y los Macdonald se retiraron. Duncan MacGillechriosd esperaba ser nombrado nuevo alguacil, pero se consideró demasiado testarudo: el clérigo local John MacMhurchaidh Dhuibh (John Murchison) fue designado como una señal de compromiso entre los intereses rivales de Macrae y Maclennan. Furioso por este trato, MacGillechriosd dejó Kintail y se unió al servicio de Lord Lovat, aunque finalmente regresó para establecerse en Inverinate . Mientras tanto, un Maclennan agraviado aparentemente le disparó a MacMhurchaidh en las nalgas con una flecha.
El hijo de MacGillechriosd, Christopher Macrae, se convirtió a su vez en alguacil de Eilean Donan y ocupó el castillo durante otra disputa de clanes, esta vez entre los Mackenzie y los MacDonald de Glengarry . La disputa estalló en 1580 y continuó durante casi 25 años. Alrededor de 1602, Eilean Donan fue la base de una escaramuza marítima en los estrechos de Kyle Rhea dirigida por el hijo de Christopher, Duncan. Durante la acción, los MacDonald fueron conducidos a Cailleach Rock en el extremo este de Skye y Angus, hijo de MacDonald de Glengarry, murió. Christopher fue sucedido como alguacil por el reverendo Murdoch Murchison, ministro de Kintail.

### Siglo 17

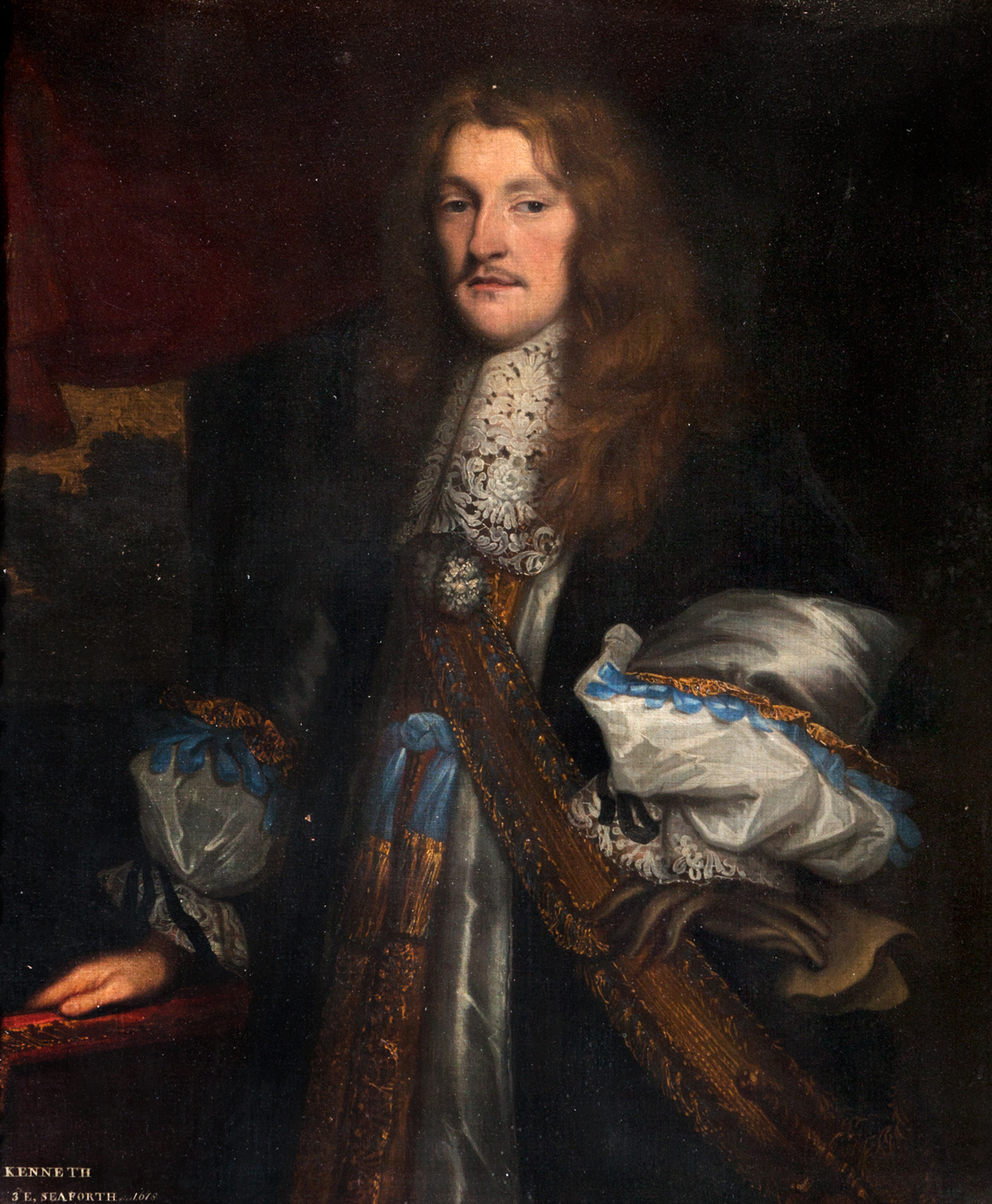
Kenneth Mackenzie, tercer conde de Seaforth, fue criado en Eilean Donan por el reverendo Macrae de Farquhar

El reverendo Farquhar Macrae, hijo de Christopher Macrae, nació en el castillo en 1580. Después de asistir a la Universidad de Edimburgo y tomar las investiduras sagradas en 1618 fue nombrado alguacil del castillo y ministro de Kintail tras la muerte de Murdoch Murchison. Colin Mackenzie de Kintail fue nombrado conde de Seaforth en 1623. Vivía principalmente en Chanonry of Ross en Fortrose, pero hacía visitas regulares a Eilean Donan, donde se requería que el alguacil lo entretuviera a él y a su séquito de entre 300 y 500 criados, así como a los lairds vecinos. En 1635 , George Mackenzie, segundo conde de Seaforth, nombró a Farquhar como tutor de su hijo Kenneth, de seis años, quien posteriormente se crio en Eilean Donan.
En las guerras civiles de mediados del siglo XVII, el conde de Seaforth se puso del lado de Carlos I. En 1650, después de la ejecución del rey, el Parlamento de Escocia ordenó una guarnición para Eilean Donan. La gente local no dio la bienvenida a la guarnición. Cuando un grupo de treinta soldados salió del castillo para pedir provisiones a la población local, una banda de diez hombres que se oponían a sus demandas se reunió con los ocupantes. Estalló una discusión que provocó que los hombres de la guarnición fueran expulsados con varias bajas. Poco después partió la guarnición. Al año siguiente, el hermano del conde, Simon Mackenzie de Lochslin, reunió tropas para la causa realista en los alrededores de Eilean Donan. Por razones no registradas, se peleó con Farquhar Macrae y exigió su expulsión del castillo. Farquhar inicialmente se resistió y, a pesar de las intervenciones del joven Kenneth, tuvo que ser expulsado por Lochslin y George Mackenzie (más tarde conde de Cromartie). Finalmente fue persuadido de irse sin violencia, afirmando que era demasiado mayor para vivir en el frío castillo. Farquhar fue así el último alguacil que habitó en Eilean Donan hasta su reconstrucción, aunque conservó el ministerio de Kintail hasta su muerte en 1662, a la edad de 82 años.
Después de este tiempo, el castillo fue ocupado brevemente por el conde de Balcarres y su esposa, que estaban en las Tierras Altas en apoyo del levantamiento realista del conde de Glencairn, aunque Balcarres más tarde no estuvo de acuerdo con Glencairn y partió. En junio de 1654, el general Monck, gobernador militar de Oliver Cromwell en Escocia, marchó por Kintail mientras reprimía el levantamiento. Sus tropas destruyeron muchas propiedades y robaron 360 cabezas de ganado de Farquhar Macrae, aunque solo un hombre murió.

### Levantamiento jacobita y destrucción del castillo.
En 1689, el rey Jaime VII de la Casa de Estuardo fue declarado obligado a renunciar al trono, y la corona fue ofrecida a Guillermo de Orange, en la llamada "Revolución Gloriosa". La revolución también estableció el Presbiterianismo en Escocia, aunque las Tierras Altas en general siguieron siendo católicas y leales a los Estuardo. Siguió una serie de levantamientos jacobitas, lo que llevó a una mayor presencia militar en Escocia cuando las fuerzas gubernamentales intentaron penetrar y someter las Tierras Altas. En 1714, mientras inspeccionaba las fortificaciones para el gobierno, el ingeniero militar Lewis Petit hizo el único dibujo sobreviviente de Eilean Donan. El boceto de alzado y el plano cuidadosamente dibujado muestran un castillo en ruinas, en gran parte sin techo excepto por un pequeño edificio junto a la entrada.
En 1715 tuvo lugar un importante levantamiento jacobita. Dirigido por el Conde de Mar, fue un intento de restaurar al exiliado James Stuart, el "Viejo Pretendiente", al trono. William Mackenzie, quinto conde de Seaforth, se unió al ejército jacobita, liderando a hombres del clan Mackenzie y del clan Macrae. Los Macraes se reunieron en Eilean Donan y se dice que bailaron en el techo del castillo antes de partir hacia la Batalla de Sheriffmuir, donde 58 Macraes estaban entre los jacobitas muertos. La batalla fue indecisa y el levantamiento se derrumbó poco después.
Tras el fracaso del levantamiento de 1715, los jacobitas encontraron un nuevo apoyo de España, que ahora se oponía tanto a Gran Bretaña como a Francia en la Guerra de la Cuádruple Alianza . El duque de Ormonde dirigió la principal flota de invasión de España, mientras que un grupo de avanzada de 300 soldados españoles al mando de George Keith, décimo conde mariscal, llegó a Loch Duich en abril de 1719 y ocupó el castillo de Eilean Donan. El esperado levantamiento de los montañeses no se produjo y la principal fuerza de invasión española nunca llegó. A principios de mayo, la Marina Real británica envió barcos a la zona. Temprano en la mañana del domingo 10 de mayo de 1719  el HMS Worcester junto al HMS Flamborough y el HMS Enterprise anclaron frente a Eilean Donan y se envió un barco a tierra bajo una bandera de tregua para negociar. Cuando los soldados españoles en el castillo dispararon contra el barco, este se retiró y las tres fragatas abrieron fuego contra el castillo durante una hora o más. Al día siguiente, el bombardeo continuó mientras se preparaba un grupo de desembarco. Por la noche, al amparo de un intenso cañoneo, un destacamento desembarcó en los botes de los barcos y capturó el castillo con poca resistencia. Según la bitácora del Worcester, en el castillo se encontraban "un irlandés, un capitán, un teniente español, un sargento, un rebelde escocés y 39 soldados españoles, 343 barriles de pólvora y 52 barriles de mosquete". La fuerza naval pasó los siguientes dos días en el castillo y desembarcó 27 barriles de pólvora. Las bitácoras oficiales de las fragatas están curiosamente redactadas, quizás para ocultar el supuesto hecho de que los Macraes lograron destruir el castillo aunque estaba en manos navales, para evitar que los ingleses lo guarnecieran; en cualquier caso, el castillo fue demolido por la explosión de la pólvora. Flamborough luego llevó a los prisioneros españoles a Edimburgo . Las tropas españolas restantes fueron derrotadas el 10 de junio en la batalla de Glen Shiel .

### Restauración y reutilización

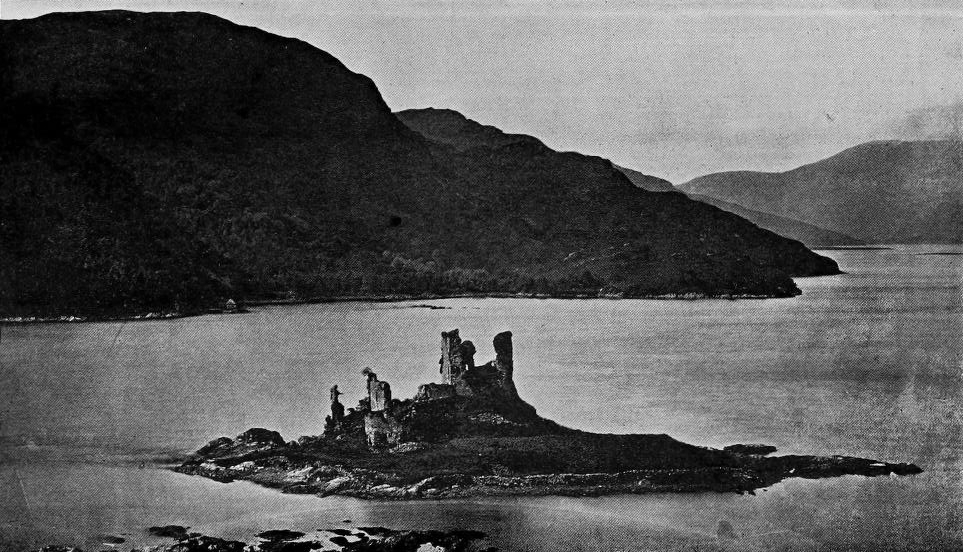
Ruinas del castillo, en algún momento antes de 1911

Entre 1919 y 1932, el castillo fue reconstruido por el teniente coronel. John MacRae-Gilstrap . La restauración incluyó la construcción de un puente en arco para facilitar el acceso a la isla. Macrae-Gilstrap también estableció un monumento de guerra dedicado a los hombres del clan MacRae que murieron en la Primera Guerra Mundial. El monumento está adornado con versos del poema de John McCrae "In Flanders Fields", y está flanqueado por cañones de campaña grises de la guerra. 
Eilean Donan se abrió al público en 1955, y desde entonces se ha convertido en una atracción popular: más de 314 000 personas lo visitaron en 2009, lo que lo convierte en el tercer castillo más visitado de Escocia. En 1983, la propiedad del castillo se transfirió a Conchra Charitable Trust, establecida por la familia Macrae para mantener y restaurar el castillo, y en 1998 se abrió un centro de visitantes especialmente diseñado en el lado del puente que da a la tierra.

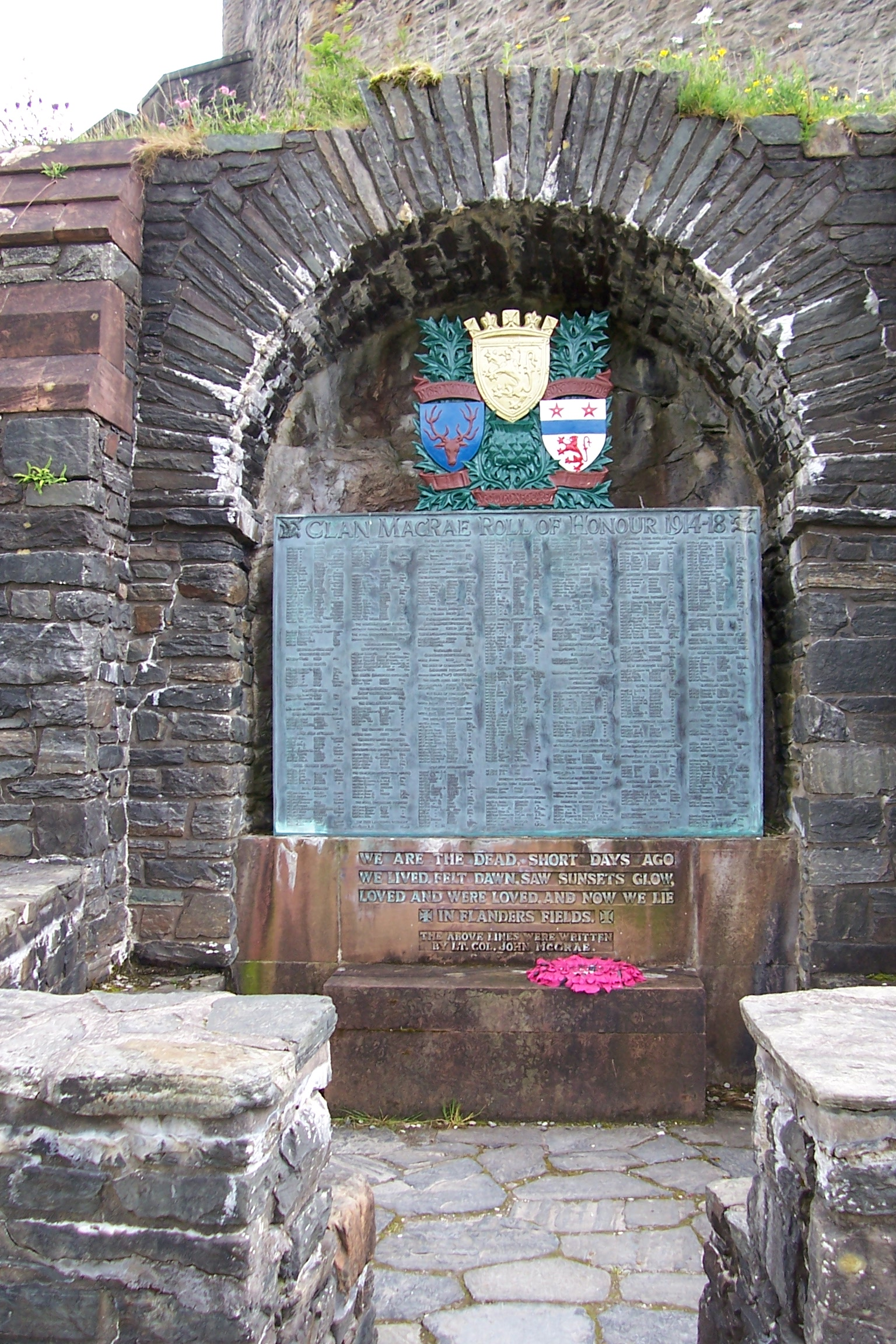
Cuadro de honor del clan MacRae dentro de los terrenos del castillo de Eilean Donan, agregado durante la restauración.

El castillo es descrito regularmente como uno de los monumentos más fotografiados de Escocia, y es un icono escocés reconocido que aparece con frecuencia en los envases y la publicidad de galletas de mantequilla, whisky y otros productos. Eilean Donan ha hecho varias apariciones en películas, comenzando con Bonnie Prince Charlie en 1948 y The Master of Ballantrae en 1953. El castillo fue el escenario del cortometraje de 1980 Black Angel, filmado para acompañar las proyecciones de The Empire Strikes Back en los cines. En 1984, el cantante y compositor escocés Jesse Rae filmó su video musical "Over The Sea" en el lugar. Ocupó un lugar destacado en Highlander (1986) como el hogar del Clan MacLeod . Fue el telón de fondo de una escena de baile en la película de Bollywood Kuch Kuch Hota Hai en 1998. En 1999, sirvió como la sede escocesa del MI6 en The World Is Not Enough . En 2007, Eilean Donan sustituyó al castillo de Fotheringhay en Inglaterra en Elizabeth: The Golden Age . En la película Made of Honor, se puede ver a Eilean Donan como el hogar de la familia del novio. La canción tamil " Kandukondain Kandukondain " de la película del mismo nombre fue filmada en este lugar.

## Desarrollo arquitectónico
El castillo de Eilean Donan pasó por varias fases de desarrollo desde las primeras fortificaciones del siglo XIII hasta su destrucción en 1719 y la posterior reconstrucción en el siglo XX. La primera fase comprendía un muro cortina que encerraba gran parte de la isla con una casa torre añadida en el siglo XIV. En el siglo XIV o XV se abandonó la muralla exterior y se construyó un recinto más pequeño alrededor de la casa torre. Más desarrollo dentro de este patio tuvo lugar en el siglo XVI, así como la adición de defensas en el lado este. El castillo fue destruido casi por completo en 1719, después de lo cual pasaron casi 200 años antes de que comenzara la reconstrucción. Aunque se han recuperado algunas evidencias arqueológicas de la isla, se perdió mucho material durante los trabajos de reconstrucción, lo que dificultó la construcción de una imagen clara del castillo primitivo. Sobrevive muy poca evidencia histórica. El cartógrafo Timothy Pont (c. 1565–1614) dejó una descripción:

The castell of Ylen Donen is composed of a strong and fair dungeon [i.e. a donjon or keep] upon a rock, with another tower compasd with a fair barmkin wall, with orchards and trees, al within ane yland of the lenth of twa pair of butts [i.e. archery butts] almost round. It is sayd of old that castel consisted of seven tours.

El único dibujo del castillo antes de su destrucción fue realizado en 1714 por Lewis Petit (c. 1665-1720), un ingeniero militar de la Junta de Artillería que llegó a Escocia en 1714 para inspeccionar Fort William y otras defensas en el área. Entre los dibujos que produjo se encuentran un plano y un alzado de Eilean Donan que muestran claramente que el castillo estaba en gran parte abandonado en ese momento, con solo un edificio en la esquina sureste con techo.

### Recinto temprano
En el siglo XIII, se construyó un muro cortina alrededor de la isla, encerrando la mayor parte del área por encima de la línea de marea alta. Escasos restos de estos muros se pueden rastrear en el suelo recorriendo el extremo norte de la isla. Los segmentos este y sur de este muro están en gran parte oscurecidos por el desarrollo posterior, aunque se supone que el recinto contenía un área de alrededor de 3000 metros cuadrados (32 291,7 ft²) . En el extremo norte de la muralla se conservan los cimientos de una gran torre, de unos 12 por 13 metros (13,1 por 14,2 yd) y los restos de cimientos sugieren otras torres en las esquinas noreste y suroeste del recinto. Se accedía al recinto a través de una puerta de mar en el muro cortina noroeste, donde una pequeña playa habría permitido el atraque de embarcaciones. Otra playa al suroeste pudo haber formado un segundo acceso. Las excavaciones arqueológicas en 2008 y 2009 confirmaron la presencia de estos muros y también encontraron evidencia de que se estaba trabajando el metal en la parte norte del castillo. Se construyó una casa torre o torreón contra el muro cortina en el punto más alto de la isla, probablemente en el siglo XIV. La torre medía 16,5 por 12,4 m (54' 13/5" por 40' 81/5"), con paredes de 3 m (9' 10,10") de espesor. La planta baja abovedada estaba originalmente dividida en dos, con una escalera en el muro norte que daba acceso al vestíbulo del primer piso. Encima de esto probablemente había otros dos pisos, incluido un desván. La torre, según el dibujo posterior de Petit, estaba rematada por frontones de cuervo y rodeada por una pasarela y garitas (pequeñas torretas) en las esquinas.

### Castillo reducido
En un período desconocido, probablemente a finales del siglo XIV o principios del siglo XV, la muralla exterior fue abandonada en favor de un recinto defensivo más pequeño, alrededor 25 m (82,0 pies) cuadrados. La entrada a este patio más pequeño era desde el este. Las razones de este cambio no están claras, aunque se sugiere que el área más pequeña habría sido más fácil de defender.
Durante el siglo XVI se añadieron dos edificios en la periferia sur del recinto. Se construyó una pequeña casa dentro del ángulo sureste del muro, con una torre de escalera circular en su lado norte que da acceso a la pasarela a lo largo del muro cortina este. Ubicado justo dentro de la puerta, es probable que haya servido como casa para el alguacil o el guardián del castillo y es el único edificio que se muestra con un techo en la inspección de Petit. En el ángulo suroeste del recinto se levantó un bloque en forma de L, posiblemente a principios del siglo XVII. La parte sur está situada fuera de la línea del muro cortina interior, con un ala norte, que puede haber sido una adición algo posterior, dentro del muro.

### Hornabeque

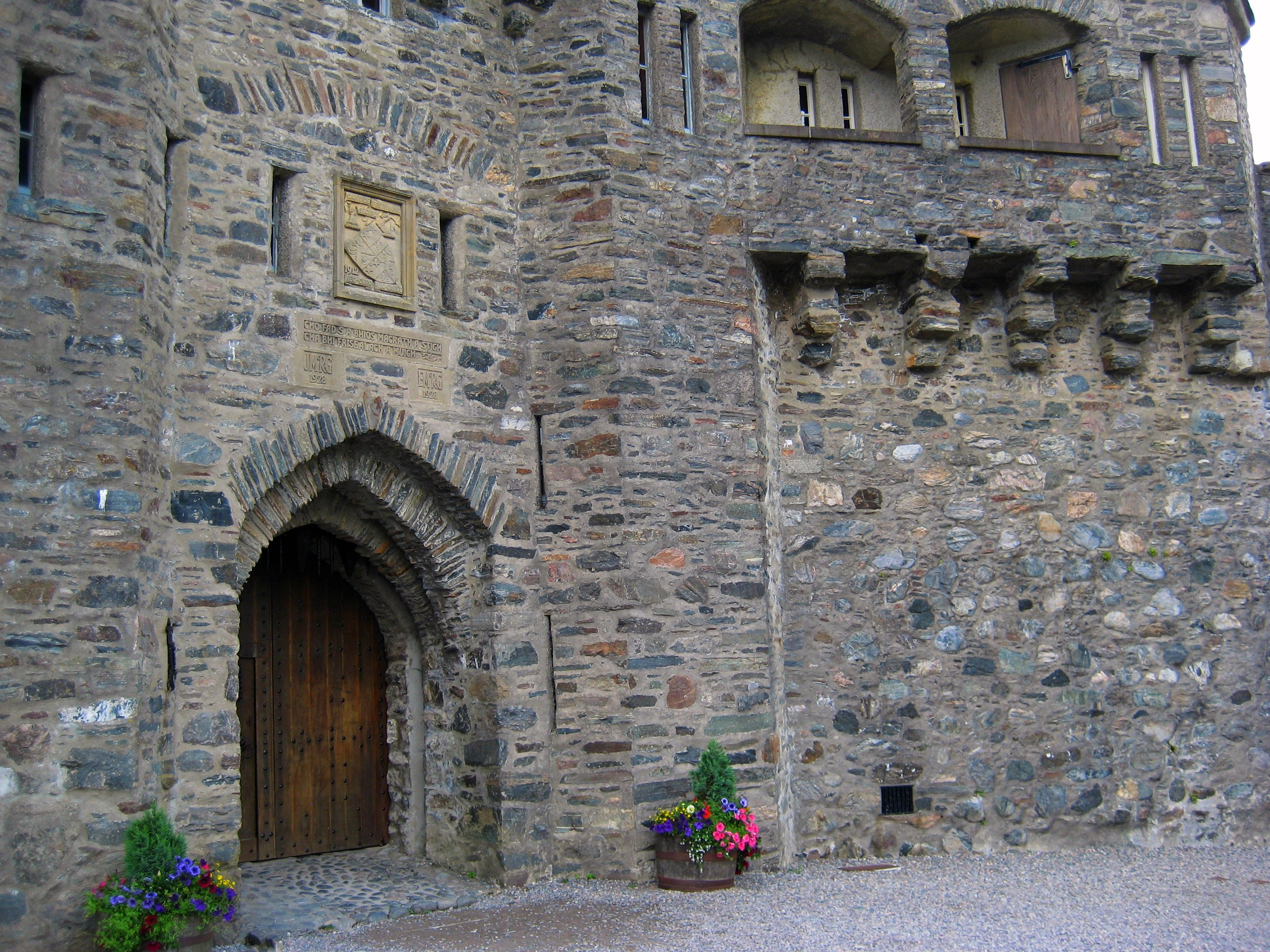
La entrada reconstruida al castillo.

A finales del siglo XVI, el castillo se amplió hacia el este para crear un bastión u  "hornabeque", proporcionando una entrada fortificada más segura. El hornabeque comprende un par de muros que encierran un patio triangular, uniendo el muro este del castillo con una estructura hexagonal (o heptagonal) irregular. Esta estructura de 11,5 m (37' 84/5") de ancho, contiene un pozo en su nivel más bajo, 5 m (16,4 pies) de ancho y 10 m (32,8 pies) profundidad. Esto llevó a MacGibbon y Ross a describir la estructura como una torre de agua o cisterna . Sin embargo, en fotografías del siglo XIX se muestra la presencia de una puerta en su lado este, lo que indica que fue construida como entrada principal al castillo. El interior lleno de agua habría sido atravesado por un puente removible, presentando un obstáculo para los atacantes. Desde el puente, el acceso al castillo habría sido por un tramo de escalones, hacia el patio triangular y a través de la puerta en el muro cortina este. Es posible que el baluarte hexagonal estuviera techado para servir como puesto de artillería. El dragado del embalse en 1893 recuperó dos cañones de latón, denominados "arcabuces dobles", y que medían alrededor 1 m (3 pies) de largo con un diámetro de alrededor de 25 milímetros (1 plg) . También se recuperó una yett, una puerta de hierro, probablemente instalada en la puerta este del bastión, pero ahora expuesta en el interior del castillo. En algún momento del siglo XVII, este elaborado acceso fue abandonado y se abrió una entrada más conveniente en la pared sur del hornabeque. En 1714, el dibujo de Lewis Petit muestra claramente que el castillo estaba en gran parte abandonado, y solo la casa en la esquina sureste estaba techada. Cuatro años más tarde, fue demolido por completo y, en 1912, muy poco del castillo seguía en pie.

### Castillo moderno
Los edificios actuales del castillo son el resultado de la reconstrucción del siglo XX por parte de Macrae-Gilstrap, quien encargó al arquitecto de Edimburgo George Mackie Watson que elaborara los planos. Aunque la reconstrucción siguió la planta existente, los detalles del castillo actual difieren de su apariencia original. Los dibujos topográficos de Lewis Petit no se redescubrieron hasta que la restauración estuvo casi completa y, por lo tanto, los restauradores se vieron obligados a confiar en interpretaciones menos precisas, como el trabajo de MacGibbon y Ross, quienes intentaron un plano de los restos a fines del siglo XIX. Se dice que el encargado de obras, Farquhar Macrae, basó la reconstrucción en un sueño en el que vio a Eilean Donan restaurada. En lugar de un castillo genuinamente medieval, Eilean Donan se describe como "una reencarnación romántica en la tradición de los renacimientos de castillos de principios del siglo XX". John Gifford, al analizar el edificio en comparación con el estudio de Petit, observa una "elaboración meticulosa de lo que probablemente era simple originalmente, y una omisión de la decoración donde alguna vez existió", y describe el interior como "un escombroso escenario eduardiano de la vida en la Edad Media".
Hoy se ingresa al castillo desde el sur, a través de un portal moderno completado con un rastrillo . Sobre la puerta hay una inscripción en gaélico que, traducida, dice: "Mientras haya un Macrae adentro, nunca habrá un Fraser afuera", en referencia a un vínculo de parentesco entre los dos clanes, y una inscripción similar que una vez adornó el La casa de Fraser en el castillo de Beaufort . Encima de esto está tallado el escudo de armas de John Macrae-Gilstrap. El portal da acceso al patio, cuyo nivel se ha rebajado dejando al descubierto el lecho rocoso que rodea la casa torre. Los edificios actuales en el sureste del castillo reflejan la forma de las estructuras anteriores, incluida la torre de la escalera circular, pero son más grandes en extensión. Al suroeste, solo se reconstruyó la parte sur del bloque en forma de L, como una casa sencilla de tres pisos, mientras que en el lugar del ala norte hay una plataforma abierta que ofrece vistas al lago. Una pequeña torre ocupa el ángulo noroeste. El torreón en sí sigue las dimensiones originales, aunque la planta baja anteriormente subdividida ahora es una sola habitación: el Billeting Hall con bóveda de túnel. Arriba, en el primer piso, está el Salón de Banquetes con un techo de roble y decorado con escudos de armas y una chimenea de estilo del siglo XV. Las vigas principales del techo del salón de banquetes son de abeto Douglas y se enviaron desde laColumbia Británica, Canadá, como regalo de Macraes of Canada. Desde cada sala se accede a pequeñas cámaras murales dentro de las paredes.

## Galería

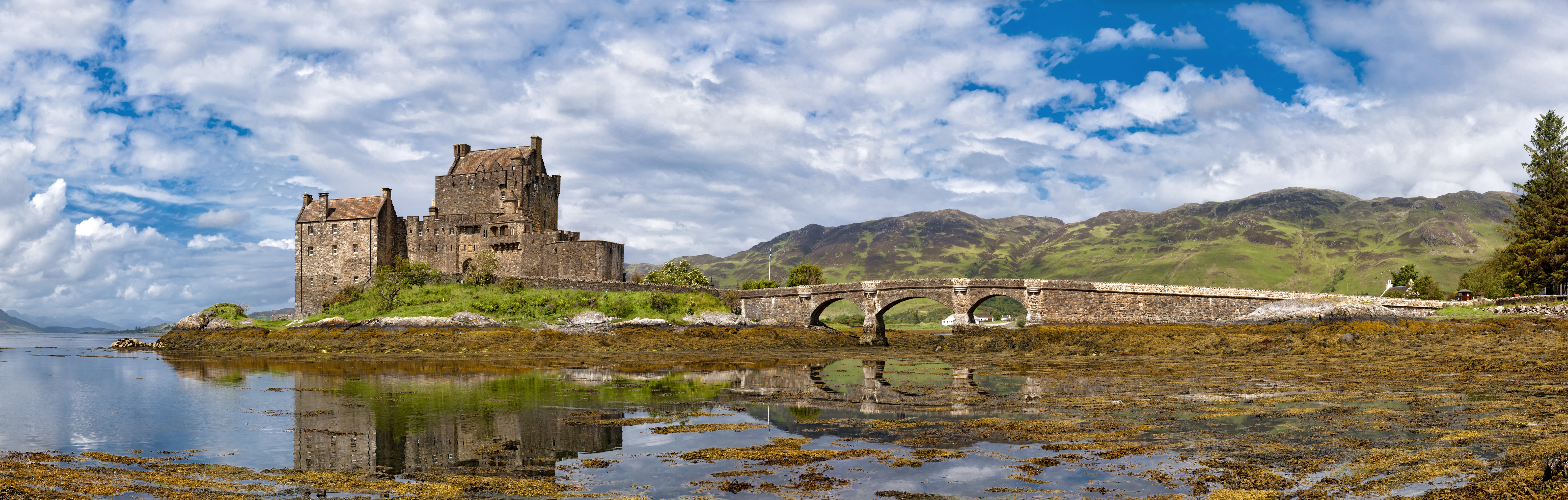
Panorámica del castillo desde el sur
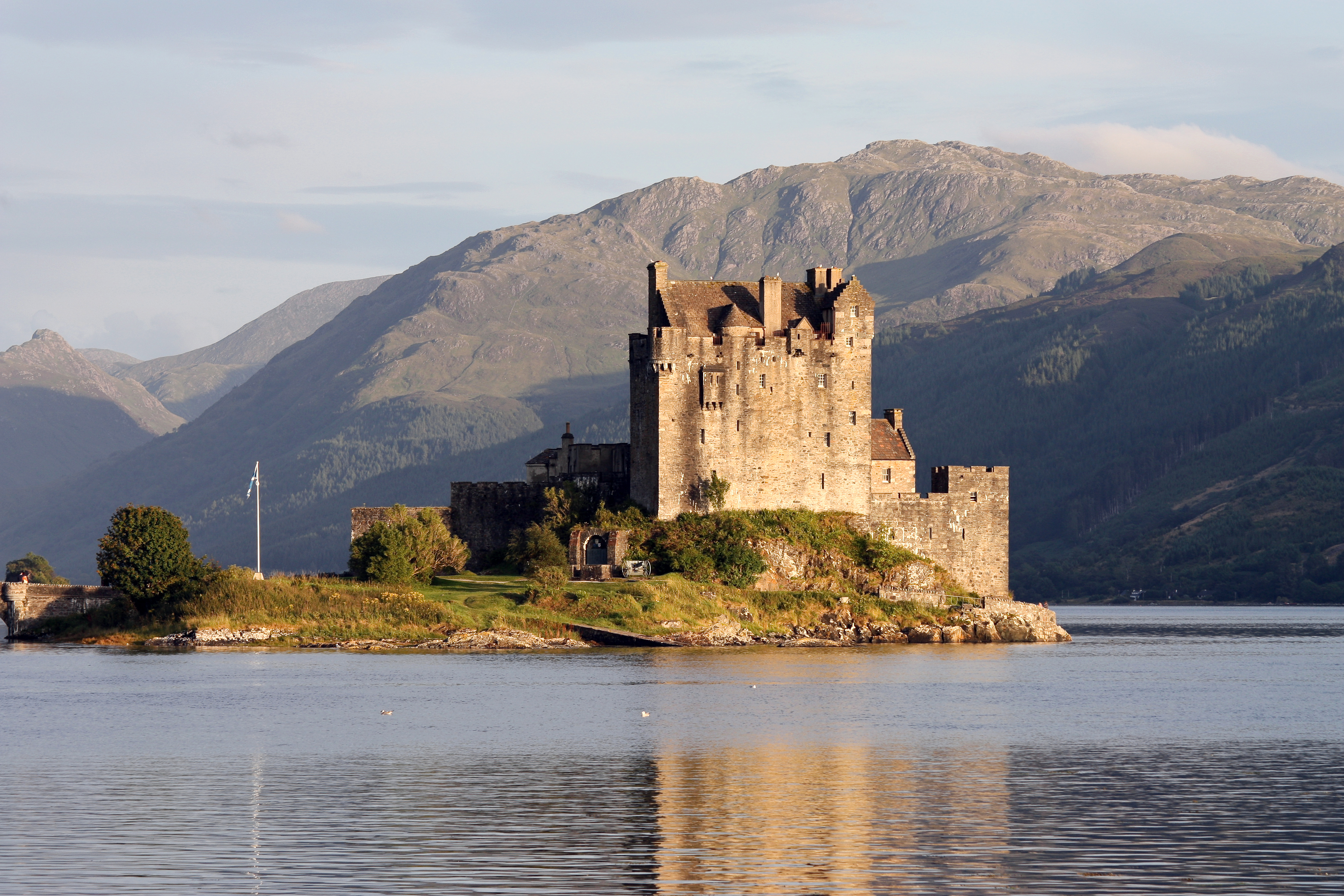
El castillo, visto desde el oeste
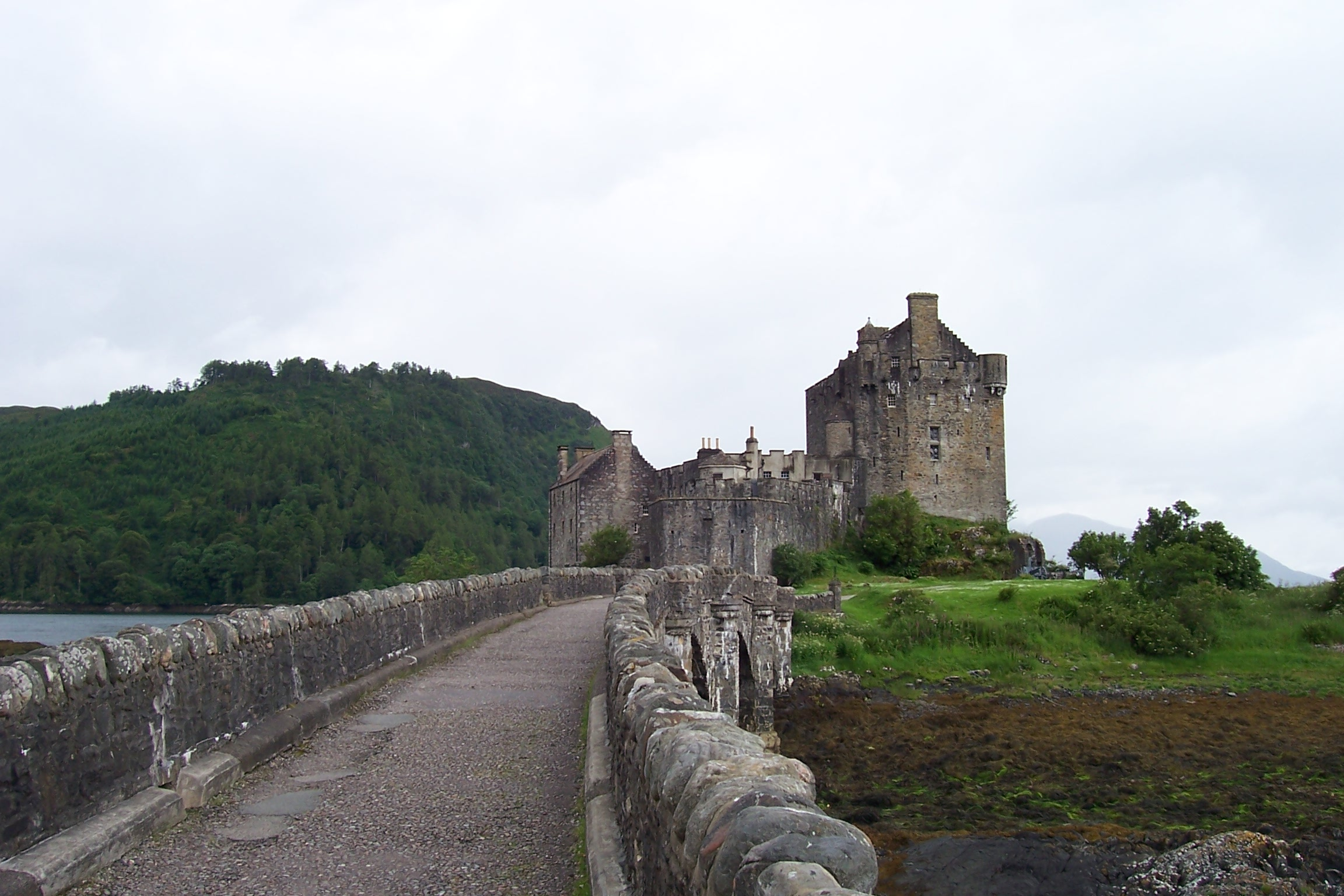
Mirando por el puente hacia el castillo
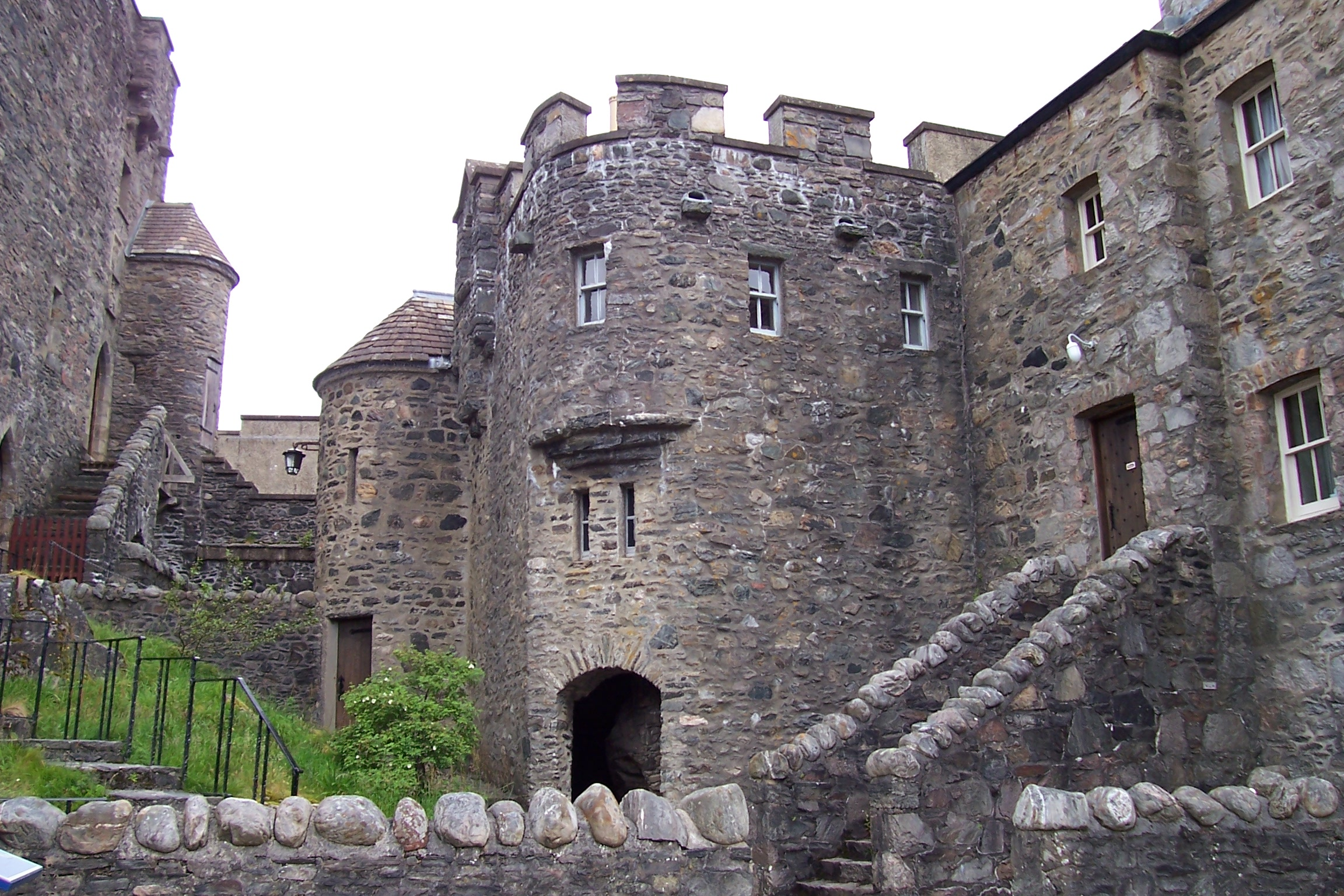
Vista desde el interior de los terrenos del castillo.
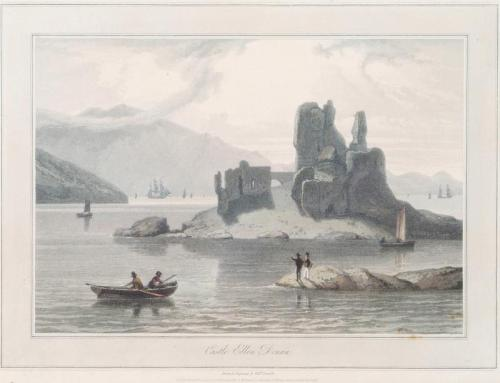
Castillo Eilen Donan - pintura de William Daniell - 1818